# Schyliwka (Poltawa, Sinkiw)
Schyliwka (ukrainisch Шилівка, russisch Шиловка Schilowka) ist ein Dorf im Norden der ukrainischen Oblast Poltawa mit 730 Einwohnern (2004).

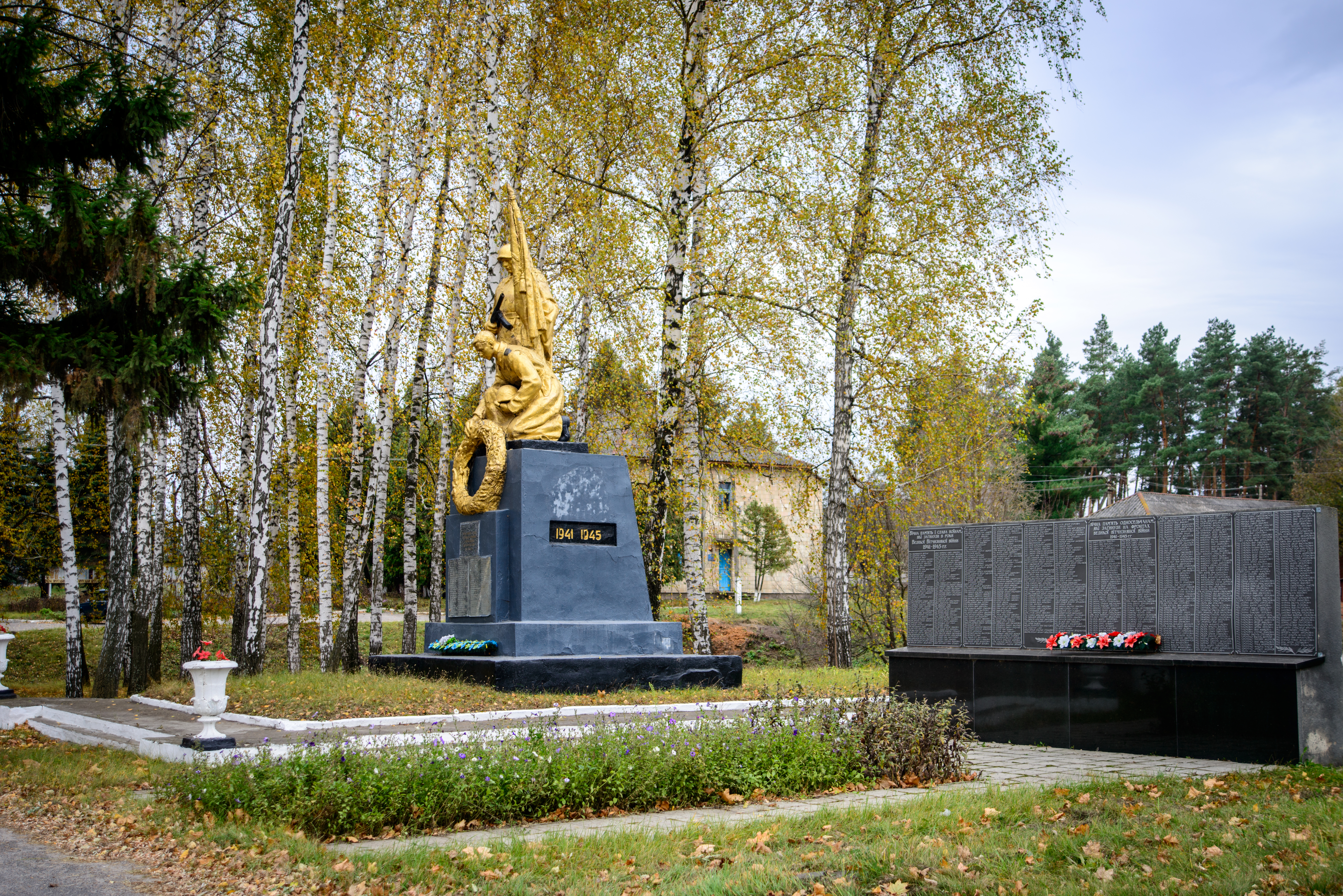
Denkmal im Ort

Das 1764 erstmals schriftlich erwähnte Dorf liegt am Ufer des 69 km langen Flusses Hrun (ukrainisch: Грунь, Flusssystem Psel) an der Territorialstraße T–17–06 8 km südlich vom ehemaligen Rajonzentrum Sinkiw und etwa 70 km nördlich der Oblasthauptstadt Poltawa. 
Am 12. Juni 2020 wurde das Dorf ein Teil Stadtgemeinde Sinkiw, bis dahin bildete es zusammen mit den Dörfern Chrypky (Хрипки), Dowbniwka (Довбнівка), Knjaschewa Sloboda (Княжева Слобода), Manyliwka (Манилівка), Odradiwka (Одрадівка), Petriwka (Петрівка) und Wassylkowe (Василькове) die gleichnamige Landratsgemeinde Schyliwka (Шилівська сільська рада/Schyliwska silska rada) im Zentrum des Rajons Sinkiw.
Am 17. Juli 2020 kam es im Zuge einer großen Rajonsreform zum Anschluss des Rajonsgebietes an den Rajon Poltawa.

## Söhne und Töchter der Ortschaft
- Hryhorij Tjutjunnyk (1920–1961), Schriftsteller und Dichter
- Hryhir Tjutjunnyk (1931–1980), Schriftsteller